# Рубановский, Илья Маркович
Илья Маркович Рубановский (псевдоним Илья Новский) (1900 — 1976) — советский поэт, прозаик, публицист.

## Биография
Родился в Бугуруслане, хотя в анкетах сам указывал, что родился в Самаре. Член РКП(б) с 1 марта 1920, как и его брат Лазарь поступил в Челябинское реальное училище, где проучился 6 классов до весны 1917. Принимал участие в революционном движении, стал одним из организаторов Уральского союза социалистической молодёжи. Публиковался в ряде уральских поэтических сборников, вышедших в Челябинске и Екатеринбурге. 
В 1927 проживал в Москве. Его судьба в 1930-х неизвестна. 
Участвовал в Великой Отечественной войне, служил в 5-й армии. 
Работал редактором издательства «Земля и фабрика», являлся цензором Главлита. 
В 1948 с началом борьбы с космполитизмом арестован.
В дальнейшем проживал в Москве, похоронен на Востряковском кладбище. Автор цикла стихотворений «Новым дням», несколько книг посвятил теме потребкооперации, бытовой культуре, например «Научимся читать книгу и газету». Некоторые публикации были переведены на коми-зырянский язык.

## Публикации
- Рубановский И. М. За книгу или в пивную?  под ред. Кострова Т. «Молодая гвардия», 1928. — 38 с.[6]
- Рубановский И. М. Трипольская трагедия. «Молодая гвардия», 1930.[7]
- Рубановский И. М. В авангарде всенародного соревнования. Из опыта работы московских стахановцев. «Московский рабочий», 1947.[8]